# Battledogs
Battledogs ist ein US-amerikanischer Horrorfernsehfilm aus dem Jahr 2013 von Alexander Yellen nach einem Drehbuch von Shane Van Dyke.

## Handlung
Während einer Expedition in den kanadischen Wäldern wird die junge Naturfotografin Donna Voorhees von einem Wolf gebissen. Hält sie es erst für eine normale Bisswunde eines Wolfes, muss sie leider schon bald feststellen, dass sie sich jedes Mal in einen Werwolf verwandelt, wenn sie unter enormen Stress steht. Einen solchen Moment erlebt sie am John F. Kennedy International Airport: sie verwandelt sich in einen Werwolf und attackiert dortige Passanten. Gebissene Personen werden ebenfalls mit einem Werwolf-Virus infiziert, sodass auch diese sie theoretisch verwandeln können. Um eine weltweite Apokalypse zu verhindern, wird die US Army entsendet, die Situation zu beruhigen.
Das Militär schafft es schließlich, Donna und die gebissenen Menschen festzusetzen und von ungebissenen Menschen auf Ward's Island zu isolieren. Innerhalb der militärischen Führungseben entbrennt nun allerdings ein Streit darüber, was man mit den eingekesselten Person macht. Major Brian Hoffman setzt sich ganz klar dafür ein, alles Mögliche in Bewegungen zu bringen, um die Infizierten heilen zu können. Ein Großteil der weiteren Offiziere, allen voran Lieutenant General Monning, verfolgt allerdings das Ziel, das Virus weiter zu erforschen und Donnas Fähigkeiten zur Grundlage eines neuen Kampfkommandos einzusetzen. Dadurch erhoffen sie sich einen Vorsprung in der militärischen Aufrüstung. Als sich Hoffmann auf die Seite der infizierten Menschen und Donna schlägt, gerät er auf die Abschussliste von Monning.

## Hintergrund
Die Dreharbeiten erfolgten vom 15. September 2012 bis zum 5. Oktober 2012. Gedreht wurde in den Städten New York City, Buffalo und Niagara Falls im US-amerikanischen Bundesstaat New York. Seine Erstausstrahlung erfuhr der Film am 6. April 2013 in den USA.

## Rezeption
„Billig-Horrorfilm der Firma Asylum, der die durchaus interessante Problematik zugunsten inkompetent inszenierter Action völlig verschenkt.“

Auf Moria Reviews wird die Filmidee gelobt und bezeichnet das Drehbuch als interessant und lohnenswert. Auch wird positiv erwähnt, dass auf Klischees über Werwölfe verzichtet wird. Kritisiert werden die CGI-Effekte mit Ausnahme der finalen Szene. Abschließend wird in der Filmreview die Besetzung hervorgehoben.
Im Audience Score, der Zuschauerwertung auf Rotten Tomatoes, hat der Film bei über 100 Bewertungen eine Wertung von 18 %. In der Internet Movie Database hat der Film bei über 1.800 Stimmenabgaben eine Wertung von 3,6 von 10,0 möglichen Sternen (Stand: Mai 2024).